# Placentela
Placentela är ett släkte av sjöpungar. Placentela ingår i familjen klumpsjöpungar.
Kladogram enligt Catalogue of Life:
| Placentela | \| \| Placentela crystallina \| \| \| \| \| \| Placentela translucida \| \| \| \| |
|            | \| \| Placentela crystallina \| \| \| \| \| \| Placentela translucida \| \| \| \| |
|            | Aplidiopsis                                                                       |
|            |                                                                                   |
|            | Aplidium                                                                          |
|            |                                                                                   |
|            | Aplidum                                                                           |
|            |                                                                                   |
|            | Homoeodistoma                                                                     |
|            |                                                                                   |
|            | Macrenteron                                                                       |
|            |                                                                                   |
|            | Morchellium                                                                       |
|            |                                                                                   |
|            | Neodyction                                                                        |
|            |                                                                                   |
|            | Parascidia                                                                        |
|            |                                                                                   |
|            | Pharyngodictyon                                                                   |
|            |                                                                                   |
|            | Polyclinella                                                                      |
|            |                                                                                   |
|            | Polyclinum                                                                        |
|            |                                                                                   |
|            | Ritterella                                                                        |
|            |                                                                                   |
|            | Sidneioides                                                                       |
|            |                                                                                   |
|            | Synoicum                                                                          |
|            |                                                                                   |
|            | Placentela crystallina                                                            |
|            |                                                                                   |
|            | Placentela translucida                                                            |
|            |                                                                                   |

|  | Placentela crystallina |
|  |                        |
|  | Placentela translucida |
|  |                        |